# Clay Shirky
Clay Shirky, född 1964, är en amerikansk författare, föreläsare och konsult. Hans ämnesområden är de sociala och ekonomiska effekterna av internetanvändning och teknologisk utveckling av digital media och kommunikation. Han har anställning på New York University sedan 2011. Hans texter har förekommit i välkända amerikanska tidskrifter som New York Times, Wall Street Journal, Harvard Business Review och Wired. 

## Shirkys princip
Clay Shirkys texter och verksamhet har kretsat kring internet som möjliggörare för decentraliserade teknologier, som exempelvis crowdsourcing och peer-to-peer, vilka han ställer mot den organisation som han anser traditionella institutioner vara uppbyggda kring. Detta är temat i hans bok Here Comes Everybody:The Power of Organizing Without Organizations från 2008. I sin kritik av den traditionella institutionen har han myntat det som kommit att kallas för "Shirkys princip" och som lyder:
| ”                   | Institutions will try to preserve the problem to which they are the solution. (Institutioner kommer att försöka bevara problemet för vilket de är satta att lösa.) | „ |
| – Clay Shirky, 2010 | |   |